# Anopheles guatemalensis
Anopheles guatemalensis är en tvåvingeart som beskrevs av Leon 1938. Anopheles guatemalensis ingår i släktet Anopheles och familjen stickmyggor. Inga underarter finns listade i Catalogue of Life.